# 王庭伝説外伝
王庭伝説外伝（おにわでんせつがいでん）は、テレビ埼玉が2017年1月8日に放送を開始したパチンコ・パチスロ番組である。毎月第2日曜日 25:30 - 26:30（月曜未明1:30 - 2:30、JST）に放送される予定である。

## 概要
埼玉県を中心にパチンコホール「ガーデングループ」を手がける「株式会社遊楽」のパチンコ・スロット番組「王庭伝説」のスピンオフ番組である。
多彩なキャストが本気（ガチ）の実践に挑むパチンコ・スロット完全ドキュメンタリー番組である。朝に一般客と一緒に並び実践を行い、出演者一人ひとりがパチンコ・スロットを自由に立ち回る。

## 出演者
毎月6名～10名のパチンコ、パチスロライターが出演する。

## スタッフ
- ナレーター：若本規夫、赤平大
- 企画・プロデュース：テレビ埼玉
- 撮影協力：3CAM
- 音響効果：grasp
- 演出：平山徹
- プロデューサー：玖保英明
- 制作協力：オフィスて・ら
- 制作：テレビ埼玉

## 各話リスト
| 回数                 | 放送日        | 出演者 | 収録店舗                                                                      |
| -------------------- | ------------- | --- | ----------------------------------------------------------------------------- |
| 1                    | 2017年1月8日  | ボンバー竜太、月城まゆ                                                                                        | ガーデン東浦和                                                                |
| 2                    | 2017年2月12日 | 伊藤真一、塾長、アニマルかつみ、ボンバー竜太、せんだるか、政重ゆうき                                          | ガーデン北与野、メガガーデン戸塚                                              |
| 3                    | 2017年3月12日 | いそまる、チェリ男、伊東真一、よっしー、塾長、アニマルかつみ ボンバー竜太、せんだるか、Erina、りんか隊長      | ガーデン西浦和、ガーデン北与野 メガガーデン戸塚、ガーデン松戸                 |
| 4                    | 2017年4月9日  | 伊藤真一、よっしー、塾長、アニマルかつみ、ボンバー竜太 みさお、るる、せんだるか、政重ゆうき、中段ちぇりこ     | ガーデン北戸田、ガーデン西浦和 ガーデン松戸                                   |
| 5                    | 2017年5月14日 | 閉店くん、チャーミー中元、伊藤真一、塾長、ボンバー竜太 せんだるか、政重ゆうき、月城まゆ                       | ガーデン西浦和、ガーデン北与野 ガーデン松戸                                   |
| 6                    | 2017年6月11日 | 閉店くん、伊藤真一、よっしー、塾長、アニマルかつみ、大崎一万発 中武一日二善、ボンバー竜太、山田銀河、チェリ男 | ガーデン西浦和、ガーデン北与野、ガーデン松戸 ガーデン東浦和、メガガーデン桶川 |
| 7                    | 2017年7月9日  | みさお、るる、せんだるか、Erina、政重ゆうき 中段ちぇりこ、河原みのり、矢部あきの                              | ガーデン西浦和、ガーデン北与野 ガーデン東浦和、メガガーデン桶川               |
| 8                    | 2017年8月13日 | 伊藤真一、塾長、アニマルかつみ、諸積ゲンスプール、ボンバー竜太 森本レオ子、せんだるか、天野麻菜、中村愛、楓   | ガーデン北戸田、ガーデン西浦和 ガーデン北与野、メガガーデン桶川               |
| 9                    | 2017年9月10日 | 閉店くん、伊藤真一、塾長、アニマルかつみ、森本レオ子、月城まゆ                                                | ガーデン北戸田、ガーデン北与野、ガーデン東浦和                                |
| 10(レジェンドバトル) | 2017年10月8日 | 閉店くん、塾長、大崎一万発、シーサー                                                                          | ガーデン東浦和、ガーデン北与野 メガガーデン桶川、ガーデン西浦和               |